# Jerzy Kuźma
Jerzy Kuźma SVD – polski chirurg, ortopeda, wykładowca akademicki, duchowny rzymskokatolicki, werbista, misjonarz wspierający rozwój edukacji i medycyny w Papui-Nowej Gwinei.  

## Życiorys
Jerzy Kuźma pochodzi ze Szczebrzeszyna, medycynę studiował w Lublinie. Zanim wyjechał na misje, pracował w szpitalach w Braniewie i Białymstoku jako chirurg. Na studiach zainspirowały go postacie: św. br. Alberta Chmielowskiego, bł. Karola de Foucauld, bł. o. Jana Beyzyma i Alberta Schweitzera. Poznając ich życiorysy, odkrył powołanie misyjne i już jako lekarz zgłosił się do werbistów. Specjalizację z ortopedii zrobił na misjach.
Do Papui-Nowej Gwinei przybył w 1997, najpierw do Kundiawy w prowincji Simbu, gdzie pracował z księdzem i doktorem Janem Jaworskim. Po czterech latach przeniósł się do Madang, stolicy prowincji Madang, gdzie kształci studentów w zakresie nauk medycznych na Divine Word University i pracuje w szpitalu rządowym. Brat Kuźma organizuje patrole medyczne docierające do najdalszych zakątków wyspy. Wiążą się one z wielogodzinnym przedzieraniem się przez busz, pokonywaniem rzek i transportowaniem na własnych plecach potrzebnego zaopatrzenia. W takich patrolach niejednokrotnie towarzyszy mu Iwona Kołodziejczyk, świecka misjonarka pracująca na uniwersytecie w Madang, Divine Word University.
Spotkania z ludźmi w buszu, zupełnie pomijanymi przez państwowy system opieki medycznej, były motywem do opracowania przez Kuźmę nowego programu kształcenia lekarzy i pielęgniarek na uniwersytecie. W PNG jeden lekarz przypada na 130 tys. ludzi. Na całej wyspie pracuje tylko trzech ortopedów, na specjalistyczne operacje czeka się latami. W 2012 polski zakonnik otworzył oddział ortopedyczny w Madang.
Doktor Kuźma był inicjatorem współpracy z Ortopedyczno-Rehabilitacyjnym Szpitalem Klinicznym im. W. Degi oraz Uniwersytetem Medycznym im. Karola Marcinkowskiego w Poznaniu. Obejmuje ona wiele obszarów: dydaktyka, prace naukowe, szkolenia, wymiana kadry oraz studentów. Początkowo w Divine Word University kształcono Health Extension Officers, czyli odpowiedników polskich felczerów. Dzięki staraniom zakonnika i współpracy m.in. z poznańskimi ośrodkami w 2016 otworzono wydział medyczny, w klinice powstał nowy blok operacyjny, a w planach jest pierwszy w Papui Nowej Gwinei program alloplastyki stawu biodrowego.
Br. Kuźma, oprócz działalności edukacyjnej i aktywnej praktyki medycznej, prowadzi badania medyczne. Jest autorem wielu publikacji naukowych, a także członkiem organizacji medycznych, m.in.: PNGMS – Member of PNG Medical Society, Member of PNG Surgical Society, AOA (Member of Australian Orthopaedic Association).

## Wybrane publikacje
- Kevau, I., Kuzma, J. (2013). Randomized Clinical Trial to compare single dose vs. 3 doses of   prophylactic antibiotic in open reduction and internal fixation of fractures of long bones. PNG Med J (in press)[5]
- Kuzma, J., Kune, G. (2010) Impact of childhood surgical conditions on children health in Madang Province. Paper presented at 46th Annual Medical Symposium, Wewak, PNG[5]
- Kuzma, J. (2009). Tertiary specialized care in PNG: obstructed or improved by partial privatization. Paper presented at Medical Symposium, Port Moresby, PNG[5]
- Kuzma, J. (2008). Randomized clinical trial to compare the length of hospital stay and morbidity for early feeding with opioid-sparing analgesia versus traditional care after open appendectomy. Clinical Nutrition. 27,694-699[5]
- Kuzma, J. (2006). Surgery for Primary Health Workers in PNG, textbook for Health Extension Officers, DWU Press, Madang[5]
- Kuzma, J. (2006). Management of old Monteggia’s fractures. The paper presented at Medical Symposium, Madang, PNG[5]
- Kuzma, J., Himata, R. (2005). HIV/AIDS related knowledge, sexual behaviour and attitudes of students and village youth in Papua New Guinea. Contemporary PNG Sudies DWU Research Journal, 3,1-12.[5]
- Kuzma, J.  (2001). Use of endoscopy in diagnosis of gastrointestinal cancer in PNG. Paper presented at Medical Symposium, Lae, PNG[5]